# 14116 Ogea
14116 Ogea è un asteroide della fascia principale. Scoperto nel 1998, presenta un'orbita caratterizzata da un semiasse maggiore pari a 2,4758710 UA e da un'eccentricità di 0,1788688, inclinata di 1,63662° rispetto all'eclittica.
L'asteroide è dedicato all'insegnante americana Amanda H. Ogea.